# 윤석순
윤석순(尹碩淳, 1937년 9월 15일~2021년 2월 6일)은 대한민국의 정치인이다. 제11대 국회의원을 지냈다. 본관은 칠원. 1985년 한국인으로는 처음으로 남극을 탐사했다. 그의 부친은 일제강점기 종로경찰서장 윤종화로 친일 선두에 섰던 친일파이다.

## 학력
- 부산대학교 법과대학 졸업(총학생회장)
- 부산대학교 명예 법학박사

## 경력
- 국가안전기획부 국장(관리관)
- 해외동포모국방문후원회 이사
- 윤봉길의사기념사업회 부회장
- 한국경로복지회 이사장
- 부산사회체육센타 회장
- 한국해양소년단연맹 총재
- 1985년 한국남극관측탐험대 단장(한국최초남극탐험성공 세종기지 건립)
- 한국해양대학교 기성회장
- 국무총리 비서실장
- 뉴질랜드 부산영사관 명예영사
- 한러시아극동협회 수석부회장

## 역대 선거 결과
|  | 35.6% |

|  | 25.69% |

|  | 11.80% |

## 저서
- 희망의 대륙 남극에 서다/휘즈프레스 간/2008.7.18